# ماوريسيو كابريرا
ماوريسيو كابريرا هو لاعب كرة قاعدة دومينيكاني، ولد في 22 سبتمبر 1993 في Las Matas de Farfán ‏ في جمهورية الدومينيكان.

## وصلات خارجية
- ماوريسيو كابريرا على موقع دوري كرة القاعدة الرئيسي (الإنجليزية)
- ماوريسيو كابريرا على موقعبيزبول رفرنس.كوم (الدوري الرئيسي) (الإنجليزية)
- ماوريسيو كابريرا على موقعبيزبول رفرنس.كوم (الدوري الثانوي) (الإنجليزية)
- ماوريسيو كابريرا على موقع إي إس بي إن.كوم (أم.أل.بي) (الإنجليزية)
- ماوريسيو كابريرا على موقع مشجعي الرسوم البيانية (الإنجليزية)